# Corgatha fusca
Corgatha fusca là một loài bướm đêm trong họ Erebidae.